# R Commander

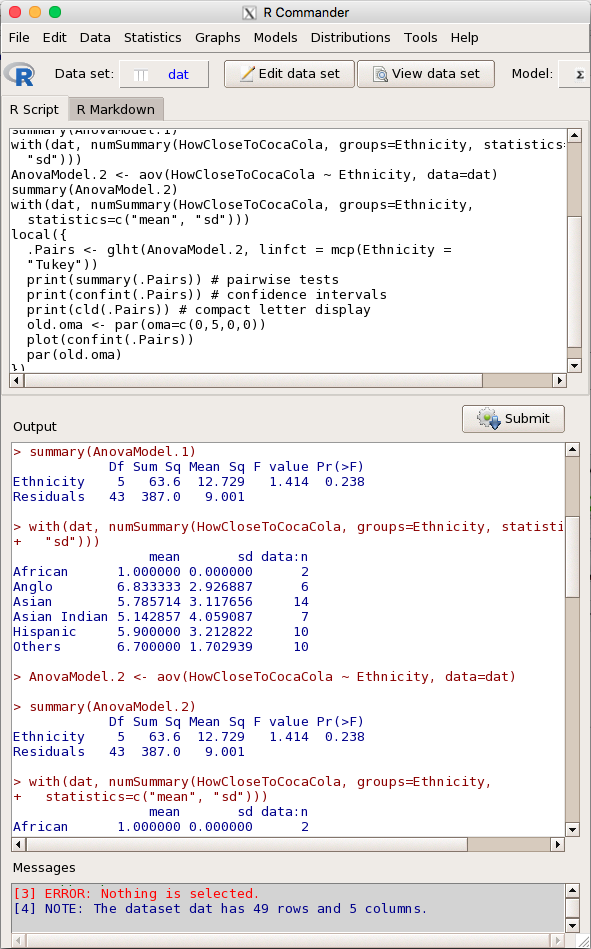
Captura de pantalla de R Commander ANOVA

R Commander es una interfaz gráfica de usuario para el lenguaje de programación R, liberada bajo licencia GNU GPL, y desarrollada y mantenida por John Fox del Departamento de Sociología de la  Universidad McMaster. Es quizás la alternativa más viable basada en R a los paquetes estadísticos como SPSS. El paquete es especialmente útil para los novatos en R, pues con cada opción de menú utilizada presenta el código R que se ha ejecutado.
También conocido como Rcmdr, esta aplicación puede ser instalada desde R como un paquete más de este lenguaje. Ha sido utilizado como un entorno de aprendizaje en numerosos cursos y libros de estadística para estudiantes y científicos.

## Lecturas complementarias
- Peró, Maribel; Leiva, David; Guàrdia, Joan; Solanas, Antonio (2012). Estadística aplicada a las ciencias sociales mediante R y R-Commander. Madrid: Ibergaceta Publicaciones. ISBN 978-84-15452-14-0.
- Fox, John (2017). Using the R Commander: A Point-and-Click Interface for R. Chapman & Hall/CRC Press. ISBN 978-1-4987-4190-3.